# 大甲子園
『大甲子園』（だいこうしえん）は、水島新司の野球漫画。『週刊少年チャンピオン』にて1983年から1987年まで連載された。

## 概要
『ドカベン』の続編で、主人公・山田太郎の高校3年の夏を描いた物語である。それまで、『男どアホウ甲子園』『ドカベン』『一球さん』『球道くん』『野球狂の詩』などの野球漫画、特に高校野球漫画を数多く描いてきた水島新司が、それらの漫画の登場人物たちを一同に介して一つの漫画の中で試合をさせてみたいと考えた。
さらに、過去作だけでなく新しい野球漫画の主人公チームも加えるために、『ドカベン』終了後に『週刊少年チャンピオン』にて『ダントツ』を連載、その主人公チーム「光高校」が甲子園出場を決めたところで同作の連載が終了、翌週より本作の連載開始となった。
水島にはかねてからこのような構想はあり、そのためにどの高校野球漫画も三年春の甲子園までで物語を終了させていた。また、「水島高校野球漫画の集大成」と作者は銘打っているが、同時期に『週刊少年マガジン』で連載されていた高校野球漫画、『極道くん』は登場していない（後述の「#『大甲子園』オリジナルの高校」りんご園農業高校」の項目を参照）。

## あらすじ
山田たちの明訓高校はエース里中を欠きながらも夏の甲子園の神奈川県予選を勝ち進んでいた。里中は明訓高校を退学したはずだったが（『ドカベン』最終回より）、本人も知らないところで山田が尽力して休学扱いとし、夏の大会の登録メンバーにも入っていたのである。そして里中は母親の手術が無事成功したことで野球部に復帰する。
ブランクによる体力不足や時ならぬ土砂降りがもたらした極端な湿度に苦しみながらも、準決勝で山田のライバル小林率いる東郷学園を完封した不知火守のいる白新高校と、決勝戦で対決。東京メッツの岩田鉄五郎と五利監督が見守る中、里中は決勝戦を投げぬき、不知火の投球に苦しみながらも山田の執念の内野安打でサヨナラ勝ちし、5度目の甲子園出場を果たす。
| 白新 | 0 | 0 | 0 | 0 | 0 | 0 | 0 | 0 | 0 | 0  | = | 0  |
| 明訓 | 0 | 0 | 0 | 0 | 0 | 0 | 0 | 0 | 0 | 1x | = | 1x |

それと前後して全国の代表校も続々と甲子園に名乗りをあげていた。毎回初戦敗退の弱少校から躍進を果たした西東京の光高校。素人同然の部員ばかりながら奇抜な戦法で東東京大会を制した巨人学園。千葉大会では、エース中西球道を擁した青田高校が、メッツの水原勇気が観戦する中、かつて明訓とも戦ったクリーンハイスクールと死闘を展開、球道の負傷というアクシデントを乗り越えて優勝する。栃木代表はこれもかつて明訓と戦った江川学院。大阪大会では藤村球二、球三兄弟率いる南波高校が、前年夏の甲子園優勝の通天閣高校を決勝でくだした。これら代表たちが期するのはやはり「打倒明訓」であり「打倒山田」だった。
そんな中、唯一高知県では雨による順延のため、全国大会の抽選会直前まで決勝戦がずれこんでいた。当然宿敵土佐丸高校が出てくるものと思っていた明訓ナインだったが、甲子園入りした旅館で土佐丸敗退の報を受け、さらに彼らをくだして初出場の室戸学習塾高校を率いるのが、かつての自分たちの監督・徳川家康だったことを知って驚愕する。
また、組み合わせ抽選会の席で山田と里中は、光高校の浪花大次郞から、キャプテンの犬飼知三郎が、かつて明訓を苦しめた犬飼兄弟の弟だと知らされる。そして甲子園球場のグラウンドを整備しているのは、かつてその剛球で全国の高校球児を震え上がらせた元南波高校の藤村甲子園だった。多くの強豪チームが集う甲子園大会が遂に開幕。開会式直後の第一試合には早くも明訓が登場。対戦するのは徳川監督と犬飼知三郎率いる室戸学習塾であった。

## 作品の枠を越えた共演

### 作中で実現した対戦
従来の原作の枠を越えて実現したいわゆる「夢の対戦」は以下の通り。
地区予選
青田高校（『球道くん』） 対 クリーンハイスクール（『ドカベン』） - 千葉県大会
南波高校（『男どアホウ甲子園』） 対 通天閣高校（『ドカベン』） - 大阪府大会（描写は試合終了時のみ）
甲子園大会
光高校（『ダントツ』、西東京代表） 対 南波高校
青田高校 対 江川学院（『ドカベン』、栃木県代表）
明訓高校（『ドカベン』、神奈川県代表） 対 巨人学園（『一球さん』、東東京代表）
明訓高校 対 光高校
明訓高校 対 青田高校（引き分け再試合を含め2試合対戦している）

### 対戦以外で実現した場面
- 神奈川大会決勝、明訓高校対白新高校戦では、『野球狂の詩』の東京メッツの岩田鉄五郎と五利一平監督が観戦。この2人は甲子園の準決勝及び決勝も観戦した。回想シーンとしてだが、ルーキー時代の王貞治に現役のバッテリーとして対戦するくだりも描かれた。
- 千葉県大会決勝、青田高校対クリーンハイスクール戦では、中西球道の応援に、同じく『野球狂の詩』の水原勇気が応援に駆けつける。またこの時水原と偶然居合わせたのは、球道の中学～高校野球時代にかけてのライバルたちだった。試合中、左腕を負傷した中西は、9回裏、影丸の背負い投法を打ち返してサヨナラホームランを放つも、その激しい衝撃で気絶。1塁に向かう途中でグラウンドに倒れかけた中西を影丸が支えた。ベンチから飛び出してきた大下監督に、主審は「（中西を背負って）ダイヤモンドを1周されてはどうですか」と提案し、大下は涙ながらに中西を背負いながらサヨナラのホームインを果たす。
- 『男どアホウ甲子園』の藤村甲子園が、祖父の球乃進と共に甲子園球場のグランド整備員をしている。素性が明らかになる前、岩鬼と一触即発となるが、雰囲気と睨みでたじろがせ、「えらい迫力ある整備員や」と言わしめた。また、山田にも後に「やはり並外れた人だ、藤村甲子園という人は…」と言わせている。藤村は『一球さん』にも登場して、甲子園球場で南波対巨人学園の試合を観戦しているが、この時はその身の上について詳しくは語られず、「プロ（阪神）入り3年目に史上最速の時速165キロを記録するが、その一球と同時に肩を故障、引退した」という設定は、『大甲子園』で初めて明かされた。また同・東海の竜こと神島竜矢が、何故か竜監督の名で南波高校の監督を務めている。
- 同じく『男どアホウ甲子園』の南波ナインのひとりで、『一球さん』では真田一球の養父だった左文字が甲子園に顔を出している。巨人学園の元監督であった「豆タン」こと岩風五郎は大甲子園には顔を出さなかった。
- 開会式では、通天閣高校の坂田三吉（『ドカベン』）が、前年度優勝校キャプテンとして優勝旗返還のために行進している。
- 『一球さん』の神宮高校・五味が、巨人学園三球士の1人である堀田を探して甲子園まで連れていき、堀田はギリギリで3回戦の明訓戦に間に合う。
- 光高校の荒木新太郎(『ダントツ』)が、里中とそっくりだと話題になり、生き別れの兄弟ではないかとふたりを探る記者まで現れる。
- 『ドカベン』で、山田たちの3年春のセンバツで対戦した岩手県代表・花巻高校が登場。エース太平洋が山田に「春の借りは返す」との発言をしているため、時間軸的には本作は『ドカベン』の直接の続編ということになる。花巻高校は準決勝まで進出したが、明訓高校最後の対戦校の座は紫義塾に譲ることになった。

## 登場人物
『大甲子園』で初登場した人物。他作品からの登場人物については各項目を参照。
犬飼知三郎（室戸学習塾）
主将でエース。学校は違うが、犬飼三兄弟の末弟。兄たちと異なり、華奢な体躯で性格も優しいが、優れた知力で明訓を苦しめる。
星王光（りんご園農業）
りんご園農業の主砲。1番三塁手。
中村千吉（りんご園農業）
りんご園農業の4番でエース。
近藤勇二（紫義塾）
紫義塾の「局長」。4番三塁手。スイッチピッチャーでもあり、左右どちらも高い実力を誇る。死球確実のスライダー「サツジンスライダー」が武器である。名前は近藤勇から。9回1アウトで捕手藤堂兵助が里中のファールボールを取ろうとしたが、激突し大量出血してしまい捕手に、投手は後からやってきた壬生に交代した。
鹿馬牛之介（紫義塾）
3番一塁手。鎖鎌術の達人。スキンヘッドで、大きな胴囲・巨躯の体格から、「暴れ牛」「こって牛」とも呼ばれる。その巨体は、飛び抜けた巨体を誇る岩鬼ですら子供のように見えるほど。プレイ中は相手をあざ笑い「死ねバカ」「まぬけー」と暴言を平気で吐き、この態度には実況するアナウンサーも呆れていた。
その後第一線を退き、紫義塾の近くで剣道場を開いていたが、『ドカベン ドリームトーナメント編』で、新球団・京都ウォーリアーズの選手兼任ヘッドコーチとして再登場。
壬生狂四郎（紫義塾）
投手。160km/hの速球と、決め球のフォーク「無念流」を持つ。失明し、その治療のため甲子園決勝まで登板できなかったが、決勝の対明訓戦、9回表の土壇場で登場。

## 『大甲子園』オリジナルの高校
室戸学習塾
高知県代表。かつて明訓を率いた徳川家康が監督をつとめる。主将でエースの犬飼知三郎は、『ドカベン』において明訓の最大のライバルであった土佐丸高校の犬飼小次郎と武蔵兄弟の末弟。高知予選決勝でその土佐丸を破って代表となり、抽選会で甲子園大会初日第1試合の対明訓戦を見事に引き当てた。

| 明訓 | 0 | 0 | 0 | 0 | 0 | 0 | 0 | 0 | 2 | 2 | = | 4 |
| 室戸 | 0 | 0 | 0 | 0 | 0 | 1 | 0 | 0 | 1 | 0 | = | 2 |

りんご園農業
青森県代表。縁起を担ぐために、前年、明訓高校を破った弁慶高校が泊まっていた浄妙寺を宿舎にしていた。2回戦で明訓と対戦し、主砲である星王光のプレーボールホームランを含む2打席連続ホームランなどで一時5-0と大量リードする。また、この試合では、岩鬼がど真ん中のストライクを何の作戦もなしにクリーンに打ち返してホームランを放つという、稀有なシーンも描かれている。
りんご園農業は『ドカベン』で山田たちの2年次夏にも甲子園に出場しているが、『大甲子園』では初出場であることになっている。また、選手は『週刊少年マガジン』で連載されていた『極道くん』の主人公チーム・清正高校のキャラクターが、名前を変えて使用されている。

| りんご園 | 4 | 1 | 0 | 0 | 0 | 0 | 0 | 0 | 0 | = | 5 |
| 明訓     | 0 | 1 | 1 | 7 | 0 | 0 | 0 | 0 | x | = | 9 |

紫義塾
京都府代表。もともとは剣道部で全国大会10連覇中だったが、剣道ではもはや敵はいないという理由で、部が丸ごと野球部に鞍替えした異色チーム。部員は新選組の隊員がモデルとなっていて、部員全員スイッチヒッター、スイッチピッチャーである。甲子園では、準々決勝で春の準優勝校である北海大三を破り、準決勝では明訓の大平監督の息子・洋が主将の花巻高校にサヨナラ勝ちし、決勝で明訓と対戦した。

| 明訓 | 0 | 0 | 0 | 0 | 0 | 1 | 0 | 0 | 3 | = | 4 |
| 紫   | 1 | 0 | 1 | 0 | 0 | 0 | 1 | 0 | 0 | = | 3 |

## 書誌情報

### 単行本
- 水島新司 『大甲子園』 秋田書店〈少年チャンピオン・コミックス〉、全26巻
  1. 1983年7月2日発売[3]、ISBN 4-253-04056-X
  2. 1983年9月2日発売[4]、ISBN 4-253-04057-8
  3. 1983年10月1日発売[5]、ISBN 4-253-04058-6
  4. 1983年12月2日発売[6]、ISBN 4-253-04059-4
  5. 1984年2月3日発売[7]、ISBN 4-253-04060-8
  6. 1984年4月3日発売[8]、ISBN 4-253-04061-6
  7. 1984年6月4日発売[9]、ISBN 4-253-04062-4
  8. 1984年7月26日発売[10]、ISBN 4-253-04063-2
  9. 1984年9月6日発売[11]、ISBN 4-253-04064-0
  10. 1984年11月2日発売[12]、ISBN 4-253-04065-9
  11. 1985年1月7日発売[13]、ISBN 4-253-04066-7
  12. 1985年3月2日発売[14]、ISBN 4-253-04067-5
  13. 1985年4月30日発売[15]、ISBN 4-253-04068-3
  14. 1985年7月1日発売[16]、ISBN 4-253-04069-1
  15. 1985年9月2日発売[17]、ISBN 4-253-04070-5
  16. 1985年11月2日発売[18]、ISBN 4-253-04071-3
  17. 1986年1月7日発売[19]、ISBN 4-253-04072-1
  18. 1986年3月1日発売[20]、ISBN 4-253-04073-X
  19. 1986年5月2日発売[21]、ISBN 4-253-04074-8
  20. 1986年7月1日発売[22]、ISBN 4-253-04075-6
  21. 1986年10月2日発売[23]、ISBN 4-253-04076-4
  22. 1986年12月15発売[24]、ISBN 4-253-04077-2
  23. 1987年3月2日発売[25]、ISBN 4-253-04078-0
  24. 1987年5月1日発売[26]、ISBN 4-253-04079-9
  25. 1987年7月2日発売[27]、ISBN 4-253-04080-2
  26. 1987年9月2日発売[28]、ISBN 4-253-04081-0

### 豪華版
- 水島新司 『大甲子園』 秋田書店〈豪華版シリーズ〉、全10巻
  1. 1994年1月21日発売[29]、ISBN 4-253-10400-2
  2. 1994年2月10日発売[30]、ISBN 4-253-10401-0
  3. 1994年3月10日発売[31]、ISBN 4-253-10402-9
  4. 1994年1月21日発売[32]、ISBN 4-253-10403-7
  5. 1994年1月21日発売[33]、ISBN 4-253-10404-5
  6. 1994年1月21日発売[34]、ISBN 4-253-10405-3
  7. 1994年1月21日発売[35]、ISBN 4-253-10406-1
  8. 1994年1月21日発売[36]、ISBN 4-253-10407-X
  9. 1994年1月21日発売[37]、ISBN 4-253-10408-8
  10. 1994年1月21日発売[38]、ISBN 4-253-10409-6

### 文庫版
- 水島新司 『大甲子園』 秋田書店〈秋田文庫〉、全17巻
  1. 1999年5月8日発売[39]、ISBN 4-253-17491-4
  2. 1999年7月8日発売[40]、ISBN 4-253-17492-2
  3. 1999年7月8日発売[41]、ISBN 4-253-17493-0
  4. 1999年9月10日発売[42]、ISBN 4-253-17494-9
  5. 1999年11月10日発売[43]、ISBN 4-253-17495-7
  6. 2000年1月11日発売[44]、ISBN 4-253-17496-5
  7. 2000年3月10日発売[45]、ISBN 4-253-17497-3
  8. 2000年5月10日発売[46]、ISBN 4-253-17498-1
  9. 2000年7月7日発売[47]、ISBN 4-253-17499-X
  10. 2000年9月7日発売[48]、ISBN 4-253-17500-7
  11. 2000年11月10日発売[49]、ISBN 4-253-17501-5
  12. 2001年1月10日発売[50]、ISBN 4-253-17502-3
  13. 2001年3月9日発売[51]、ISBN 4-253-17503-1
  14. 2001年5月10日発売[52]、ISBN 4-253-17504-X
  15. 2001年7月10日発売[53]、ISBN 4-253-17505-8
  16. 2001年9月7日発売[54]、ISBN 4-253-17506-6
  17. 2001年11月9日発売[55]、ISBN 4-253-17507-4

## モバイルゲーム
『ドカベン×大甲子園!水島オールスターズ』（2012年9月12日開始、エンターブレインとクルーズ、Mobage）に参戦。